# Albatros L 75
Die Albatros L 75 Ass war ein deutsches Schulflugzeug der 1920er Jahre.

## Entwicklung
Auf der vom 7. bis 28. Oktober 1928 stattfindenden ILA stellte Albatros die von seinem Chefentwickler Walter Blume konstruierte, kunstflugtaugliche Albatros L 75 Ass erstmals der Öffentlichkeit vor. Gedacht war sie als Schulflugzeug für fortgeschrittene Piloten, zur Ausbildungs für Navigatoren und Funker und auch für die Luftbildvermessung. Die Kamera für diese Zwecke befand sich unter dem hinteren, hochklappbaren Sitz.
Es wurden eine größere Stückzahl dieses Musters hergestellt, unter anderem für die Deutsche Verkehrsfliegerschule.

## Konstruktion
Die L 75 ist ein einstieliger, gestaffelter und verspannter Doppeldecker in Gemischtbauweise. Der Rumpf besteht aus einem geschweißten Stahlrohrgerüst, das im Vorderteil mit diagonalen Stahlrohren versteift und im Hinterteil mit Stahldraht ausgekreuzt ist. Der Bug mit der Motoraufhängung ist mit Aluminiumblechen verkleidet, der Rest mit Stoff bespannt. Hinter dem Brandschott ist der Hauptkraftstoffbehälter mit 480 l Inhalt und darüber der Ölbehälter mit 30 l untergebracht. Ein kleinerer Kraftstoffbehälter mit 93 l befindet sich im vorderen Mittelstück des Oberflügels. Die offenen Kabinen sind hintereinander angeordnet. Die hintere für den Beobachter kann mit einem Funkgerät von Telefunken oder für die Pilotenschulung mit einem Doppelsteuer (einsteckbarer Steuerknüppel und umklappbare Fußrasten) ausgerüstet werden. Unter dem Flugzeugführer befindet sich ein kleiner Stauraum mit den Maßen 0,45 × 0,90 × 0,95 m (h × b × t).
Das Tragwerk der L 75 besteht aus Holzgerüsten mit zwei Kastenholmen, deren Zwischenräume an den Unterseiten mit Sperrholz beplankt und ansonsten stoffbespannt sind. Obere und untere Tragflächen sind mit Querrudern versehen und mit N-Stielen verbunden. Das Leitwerk besteht aus stoffbespannten Stahlrohrrahmen. Die Höhenflosse ist mit I-Stielen am Rumpf abgestützt und im Flug verstellbar. Das Flugzeug besitzt ein starres Fahrgestell mit Druckgummifederung, Öldämpfung und hochgezogener, geteilter Achse. Der Schleifsporn am Heck ist lenkbar und mit einer Albatros-Druckgummifederung ausgestattet.

## Technische Daten

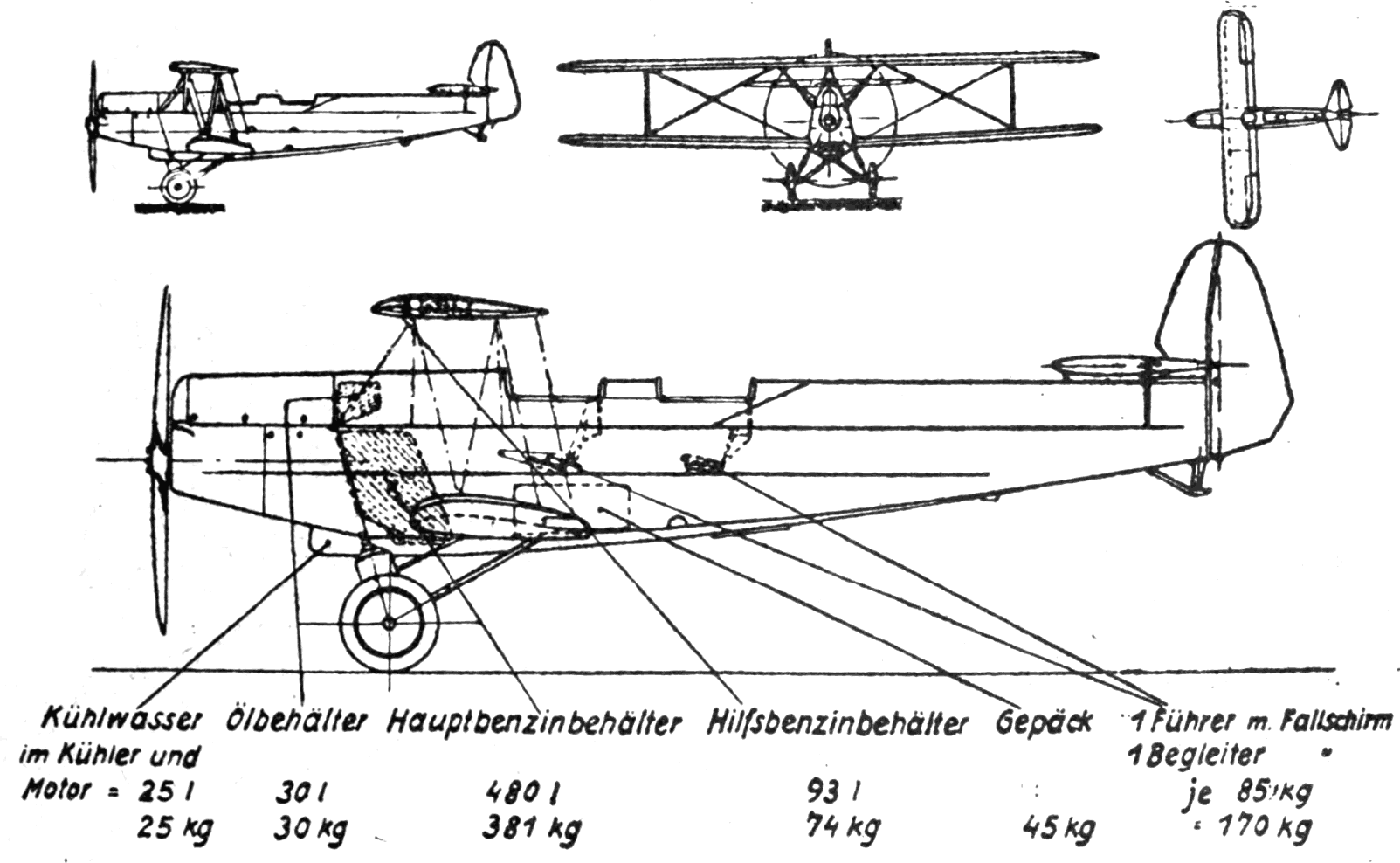
Dreiseitenansicht und Schnittzeichnung des Rumpfes

| Kenngröße             | Daten mit BMW IV | Daten mit BMW Va                              |
| --------------------- | --- | --------------------------------------------- |
| Besatzung             | 2 | 2                                             |
| Spannweite            | 12,5 m | 12,5 m                                        |
| Länge                 | 10,00 m | 10,00 m                                       |
| Höhe                  | 3,25 m |                                               |
| Flügelfläche          | 37,00 m² |                                               |
| Rüstmasse             | 1085 kg | 1165 kg                                       |
| Zuladung              | 700 kg | 670 kg                                        |
| Startmasse            | 1785 kg | 1835 kg                                       |
| Flächenbelastung      | 48,2 kg/m² | 49,9 kg/m²                                    |
| Leistungsbelastung    | 7,1/5,9 kg/PS |                                               |
| Triebwerk             | ein wassergekühlter Sechszylinder-Reihenmotor                                                                              | ein wassergekühlter Sechszylinder-Reihenmotor |
| Typ, Dauerleistung    | BMW IV, 250 PS (184 kW) | BMW Va mit 320 PS (235 kW)                    |
| Kraftstoffvorrat      | 573 l | 573 l                                         |
| Höchstgeschwindigkeit | 205 km/h | 208 km/h                                      |
| Reisegeschwindigkeit  | 193 km/h |                                               |
| Steiggeschwindigkeit  | 3,94 m/s |                                               |
| Steigzeit             | 3,6 min auf 1000 m Höhe 8,1 min auf 2000 m Höhe 13,9 min auf 3000 m Höhe 21,9 min auf 4000 m Höhe 35,4 min auf 5000 m Höhe |                                               |
| Dienstgipfelhöhe      | 5900 m | 5100 m                                        |
| max. Reichweite       | 1950 km | 1950 km                                       |